# 女子国際ボクシング連盟
女子国際ボクシング連盟（じょしこくさいボクシングれんめい、Women's International Boxing Federation / WIBF）は、女子ボクシングの世界王座認定団体である。本部はマイアミ。
なお、男子の国際ボクシング連盟（IBF）とは無関係。

## 歴史・概略
1990年、元女子ボクサーのバーバラ・バトリックにより設立された女子最古の団体。
1993年、ステイシー・プレステージを女子プロボクシング初の世界王者（ライト級）に認定した。
続いて1995年にラスベガスで女子世界王者が4人誕生した。
翌年11月3日には、メアリー・アン・アルマジャー vs ヴァレリー・ヘニンによるスーパーウェルター級タイトルマッチが東京ベイNKホールで開催された（WBU世界ヘビー級タイトルマッチ、ジョージ・フォアマン vs クロウフォード・グリムスリーのアンダーカードとして）。
1997年にはシュガーみゆきがフライ級王座に挑戦したが、失敗している。シュガーが挑戦した相手だったレジーナ・ハルミッヒはWIBFで3階級制覇を達成している。
その後女子王座の乱立などもありWIBFの権威低下が叫ばれ、一時期、世界ボクシング協会（WBA）傘下のヨーロッパボクシング協会（EBA）との提携により、事実上のWBA女子インターナショナルタイトルとなっていたが、現在は解消している。現在は男女団体のグローバルボクシング連合（GBU）と提携している。

### 団体
- グローバルボクシング連合 (GBU)
- 国際女子ボクサー協会 (IFBA)
- 女子国際ボクシング協会 (WIBA)
- 国際ボクシング協会 (IBA)
- 世界ボクシング協会 (WBA)
- 世界ボクシング評議会 (WBC)
- 世界ボクシング機構 (WBO)
- 世界ボクシング基金 (WBF)